# Deutscher Kendobund
Der Deutsche Kendobund (kurz DKenB) ist der Bundesdeutsche Sportverband für Kendo. Er wurde 1994 gegründet und ist Mitglied mit besonderer Aufgabenstellung im Deutschen Judo-Bund, Mitglied der Europäischen Kendo-Föderation und der International Kendo Federation. Er ist kein direktes Mitglied im Deutschen Olympischen Sportbund; der Beitritt – und die gleichzeitige vollständige Lösung vom DJB – wird jedoch gemäß Satzung angestrebt.

## Geschichte
Die Geschichte des DKenB geht zurück auf die im Dezember 1970 gegründete Sektion Kendo im Deutschen Judobund. In dieser Vorgängerorganisation wurden seit 1972 Länderkämpfe, seit 1976 Weltmeisterschafts- und seit 1977 Europameisterschaftsteilnahmen ausgetragen. 1981 richtete die damalige DJB-Sektion Kendo in Berlin die erste Europameisterschaft in Deutschland aus. Der Deutsche Kendobund in seiner heutigen Form entstand 1994 nach Auflösung der Sektion.

## Landesverbände
Aktuell sind 118 Vereine in folgenden zwölf Landesverbänden angeschlossen.
- Sektion Kendo im Badischen Judo-Verband e. V. (BJV)
- Bayerischer Kendoverband e. V. (BKenV)
- Sektion Kendo im Judo-Verband Berlin e.V. (JVB)
- Sektion Kendo im Bremer Judo-Verband e. V.
- Sektion Kendo im Hamburger Judo-Verband e. V. (HJV)
- Hessischer Kendo-Verband e. V. (HKenV)
- Niedersächsischer Kendoverband e. V. (NKenV)
- Nordrhein-Westfälischer Kendoverband e. V. (NW KV)
- Kendobund Schleswig-Holstein e. V. (KenBSH)
- Südwestdeutscher Kendo Verband e. V. (SwKenV)
- Sektion Kendo im Württembergischen Judo-Verband e. V. (WJV)
- Kendo Verband Ost e. V. (KenVO)